# تپه مای خان
تپه مای خان مربوط به دوره نوسنگی - عصر مس - عصر مفرغ است و در شهرستان سرپل ذهاب، بخش مرکزی، دهستان حومه سرپل، ۲ کیلومتری جنوب شرق روستای دستک سفلی واقع شده و این اثر در تاریخ ۲۶ اسفند ۱۳۸۷ با شمارهٔ ثبت ۲۵۵۸۳ به‌عنوان یکی از آثار ملی ایران به ثبت رسیده است.